# The Dudes
The Dudes is een Canadese indierockband, geformeerd in 1996 in Calgary, Alberta. Dan Vacon is de grote creatieve kracht van The Dudes in de band. De band bestaat ook uit gitarist Bob Quaschnick, bassist Brock Geiger en nieuwste lid Matt Doherty op drums ter vervanging van Scott Ross.

## Bezetting
Leden
- Dan Vacon
- Bob Quaschnick
- Brock Geiger
- Matt Doherty

Voormalige leden
- Scott Ross
- Brady Kirchner
- Chris Vail
- Pat Downing
- Dan Mackinnon
- Patrick Kelly

## Geschiedenis
Critici hielden van hun muziekstijl bij Modest Mouse, hoewel bandleden hun invloeden aanhalen als The Flaming Lips, The Descendents, Joel Plaskett, Thrush Hermit en Weezer. The Dudes werden populair in Calgary, zowel vanwege hun lo-fi benadering voor het opnemen en uitbrengen van albums als voor hun live show. Op hun album Brain Heart Guitar werkten ze samen met producent Russ Broom en brachten ze het album in 2006 uit bij het LoadMusic-platenlabel. Hun muziek is gespeeld op grote Canadese muziekstations, universiteitsradio en CBC Radio 3 en de band heeft gespeeld op North by Northeast, COCA, The Peak en Canadian Music Week. Ze hebben door heel Canada, Europa en de Verenigde Staten getoerd.
Hun nummer Dropkick Queen of the Weekend was in 2006 in heel Canada te horen en was te horen in een advertentiecampagne van Rogers Wireless. Op 12 januari 2007 brachten ze de single Do the Right Thing uit van Brain Heart Guitar. De videoclip werd in de zomer van 2006 opgenomen in de Webber Academy, een privéschool in Calgary. In juni 2009 verscheen hun album Blood Guts Bruises Cuts in Canada. De laatste single die eind 2009 werd uitgebracht was The Girl Police, die te horen was in seizoen 1 van Rookie Blue. Het grootste deel van de plaat Blood Guts Bruises Cuts werd geproduceerd en opgenomen door Jeff Dawson en gemixt door Mike Fraser. De nieuwste single American Girl uit 2012 werd ook geproduceerd door Jeff Dawson en gemixt door Mike Fraser. In 2012 verscheen het derde album Barbers, Thieves en Bartenders, een titel die afkomstig is van een tekst op een nummer van hun vorige album Small Mercies.

## Gerelateerde bands
- Dojo Workhorse – Dan Vacon (gitaar), Matt Doherty (drums), Bob Quashnick (slidegitaar), Rob McIntyre (bas), Brent Gough (toetsen), Clea Anais (cello), Brock Geiger (gitaar), Chris Vail (voorheen gitaar]
- RALEIGH – Brock Geiger, Clea Anais, Matt Doherty, Will Maclellan
- The A-Team – Pat Downing, Andy Sparacino, Dan McKinnon
- The Pants Situation – Braden Funchner, Joey Mooney, Dan Laplante, Newman
- Sudden Infant Dance Syndrome – Braden Funchner, Craig Fahner, Sarah Ford, Jesse Locke
- HighKicks - Dan Vacon (bas), Matt Doherty (drums)

## Discografie
- 2002: This Guy's the Limit
- 2003: Bee Puncher EP
- 2006: Brain. Heart. Guitar.
- 2009: Blood. Guts. Bruises. Cuts
- 2012: Barbers, Thieves and Bartenders
- 2017: East Side Good Times 5

### Singles
- 2006: Dropkick Queen of the Weekend
- 2007: Do the Right Thing
- 2008: Fist
- 2009: Pretty Lies
- 2009: Mr. Someone Else
- 2009: Girl Police
- 2012: American Girl
- 2018: Saturday Night (My C is alright)